# Командорски острови
Командо̀рските острови (на руски: Командорские острова) са група от 2 големи и 2 малки острова на Русия, разположени между Берингово море на север и Тихия океан на юг, на 200 km източно от полуостров Камчатка, от който ги отделя Камчатският проток.
Влизат в състава на Алеутски район на Камчатски край. Големите 2 острова са Беринг (дължина 85 km и ширина 24 km) и Медни (дължина 56 km и ширина 5 – 7 km), малките са Топорков и Арий Камен.

## География

### Геология, релеф
Изградени са предимно от базалти и андезити. Подобно на много съседни региони в Далечния изток, архипелагът е подложен на действието на силни земетресения. Релефът е планински. Максимална височина 751 m (на остров Беринг). Бреговете са скалисти, слабо разчленени.

### Климат, води
Климатът е океански с прохладно лято и мека зима. Средна августовска температура 10 °C, средна февруарска −4 °C. Абсолютните минимални температури се отчитат през февруари на остров Беринг (-18 °C) и на остров Медний (-24 °C). Годишната сума на валежите е около 500 mm. Благодарение на влиянието на топлото течение Куросио океанските води около островите не замръзват.

### Растения, животни
Покрити са с океанска тревна растителност и планинска тундра. В отделни долини има малки участъци заети от дребна върба, офика и каменна бреза с височина 1 – 2 m, а покрай бреговете има обилие от водорасли (морско зеле). Животинският свят на островите е сравнително беден и е представен от 6 вида постоянно обитаващи бозайници. Единствения аборигенен вид тук е подвид на полярната лисица – командорската (Alopex lagopus semenovi). Останалите видове бозайници са интродуцирани видове: сив плъх, домашна мишка, червена полевка, американска норка и северен елен. Първите опити за аклиматизация на северния елен са от 1882 г. като днес популацията му наброява 1200 - 1500 екземпляра. Най-голямо е разнообразието на водните бозайници – северен морски лъв, ушати тюлени, морска видра, ендемичен за района Тюлен на Стайнгер и много видове китоподобни: кашалот, косатка, клюномуцунести китове, морски свине, сейвал, финвал, гърбат кит, японски кит и други. Птичото разнообразие е изключително голямо и е представено с множество колонии и места за гнездене.

## Население
Единственото населено място тук е село Николское. То е разположено на остров Беринг и е административен център на Алеутски район. Населено е предимно с алеути, но тук живеят и руснаци и руски креоли. Занимават се основно с риболов, китолов и развъждане на полярни лисици.

## История
Островите са открити на 4 ноември 1741 г. от датския мореплавател на руска служба Витус Беринг при завръщането си от плаването му до бреговете на Северна Америка, и, където той умира от скорбут на остров Беринг по време на принудителното зимуване на експедицията. По-късно островите (Командорски) и най-големият от тях (Беринг) са наименувани в негова чест.

## Топографска карта
- N-58, М 1:1 000 000[2]